# Quad City Mallards
Quad City Mallards – amerykański klub hokeja na lodzie z siedzibą w Moline.

## Historia
Od 1995 drużyna Quad City Mallards grała w rozgrywkach Colonial Hockey League, a w latach 1997–2007 występowała w rozgrywkach United Hockey League (UHL). Od 2000 do 2002 trenerem QCM był Paul MacLean.
W 2009 powstał nowy klub, nazwany identycznie jak pierwotny Quad City Mallards. W sezonie 2009/2010 zespół gał w rozgrywkach International Hockey League (IHL), a od 2010 do 2014 w Central Hockey League (CHL). W 2014 został przyjęty do rozgrywek ECHL.
Klub funkcjonował jako drużyna farmerska dla zespołów: Fort Wayne Komets z IHL (1995-1997), Portland Pirates z AHL (1997-2001), Chicago Wolves, Hershey Bears i Portland Pirates z AHL w sezonie 2004/2005, Philadelphia Flyers z NHL i Adirondack Phantoms z AHL od 2009, później Iowa Wild z AHL, Vegas Golden Knights z NHL i Chicago Wolves z AHL od 2017.

## Sukcesy
- Tarry Cup – mistrzostwo w sezonie zasadniczym UHL: 1998, 2000, 2001, 2002
- Colonial Cup – mistrzostwo w fazie play-off UHL: 1997, 1998, 2001

## Zawodnicy
Numery zastrzeżone
- #22 – Mark McFarlane
- #77 – Kerry Toporowski
- #55 – Steve Gibson
- #18 – Glenn Stewart